# Давид ді Донателло 2019

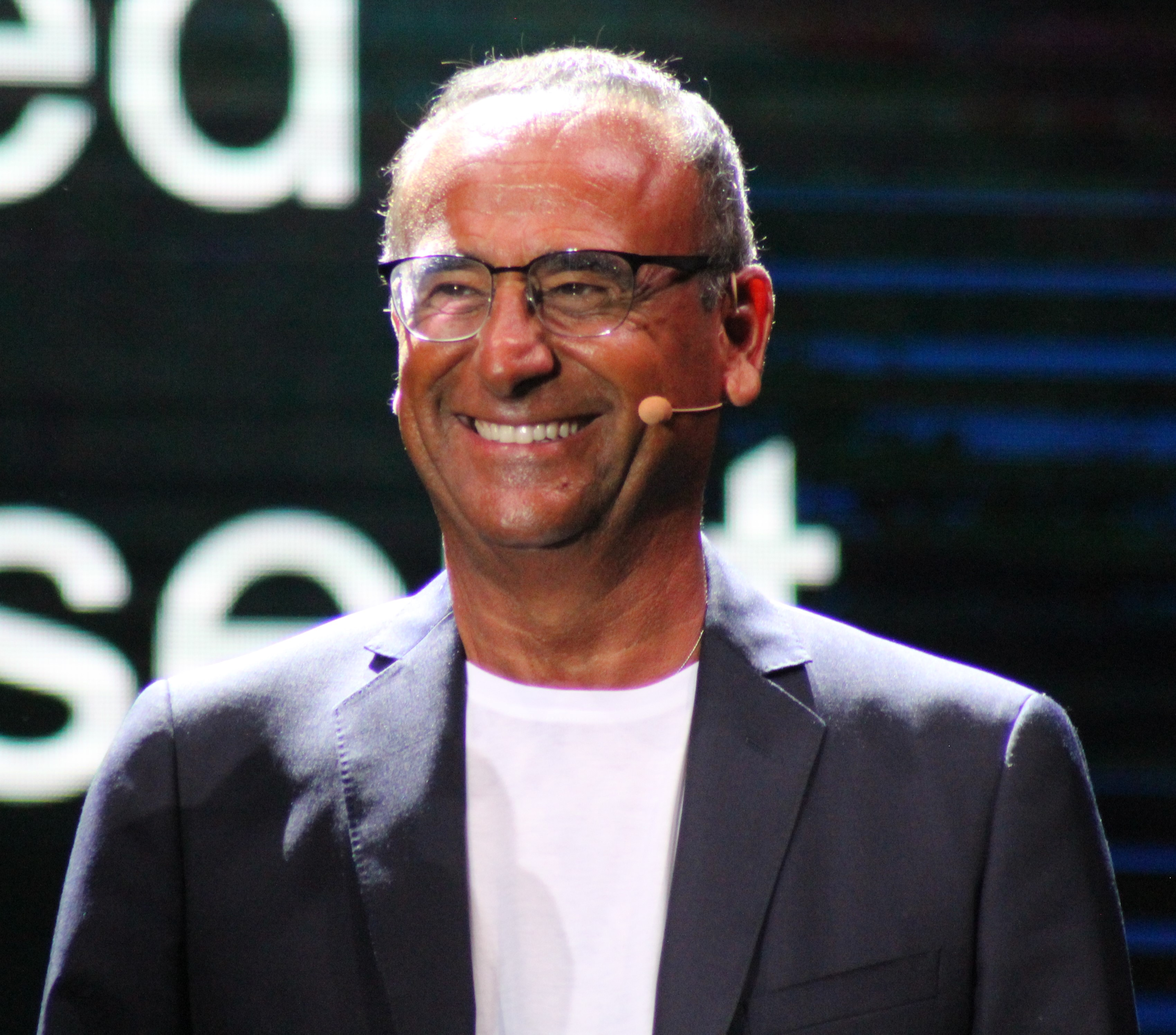
Карло Конті, ведучий 64-ї церемонії «Давид ді Донателло»

64-та церемонія вручення премії Давид ді Донателло італійської «Академія італійського кіно» за 2018 рік відбулася 27 березня 2019 у Римі, Італія. Ведучим церемонії був телеведучий Карло Конті.
Номінантів церемонії було оголошено 19 лютого 2019 року. Фаворитами за кількістю номінацій стали фільми «Догмен» режисера Маттео Ґарроне (15 номінацій), «Капрі-революція» Маріо Мартоне (13), «Назви мене своїм ім'ям» Луки Гуаданьїно та «Сільвіо та інші» Паоло Соррентіно (по 12).

## Статистика
Фільми, що отримали по декілька номінацій.
| Фільм                              | Номінації | Нагороди |
| ---------------------------------- | --------- | -------- |
| • Догмен                           | 15        | 9        |
| • Капрі-революція                  | 13        | 2        |
| • Назви мене своїм ім'ям           | 12        | 2        |
| • Сільвіо та інші                  | 12        | 2        |
| • Щасливий Ладзаро                 | 9         | —        |
| • У моїй шкірі                     | 9         | 3        |
| • Ейфорія                          | 7         | —        |
| • Кращого за дім місця немає       | 3         | 1        |
| • Недолік надії                    | 3         | 1        |
| • Фабріціо Де Андре: Вільний принц | 3         | —        |
| • Хлопці плачуть                   | 3         | —        |

## Список лауреатів та номінантів
Переможців у кожній з категорій виділено жирним шрифтом та значком ★.
| Найкращий фільм | Найкращий режисер |
| --- | --- |
| ★ «Догмен» / Dogman, реж. Маттео Ґарроне - «Назви мене своїм ім'ям» / Call Me by Your Name, реж. Лука Гуаданьїно - «Ейфорія» / Euforia, реж. Валерія Голіно - «Щасливий Ладзаро» / Lazzaro felice, реж. Аліче Рорвахер - «У моїй шкірі» / Sulla mia pelle, реж. Алессіо Кремоніні | ★ Маттео Ґарроне — «Догмен» - Маріо Мартоне — «Капрі-революція» - Лука Гуаданьїно — «Назви мене своїм ім'ям» - Валерія Голіно — «Ейфорія» - Аліче Рорвахер — «Щасливий Ладзаро» |
| Найкращий режисерський дебют | Найкращий оригінальний сценарій |
| ★ Алессіо Кремоніні — «У моїй шкірі» - Лука Фаччіні — «Фабріціо Де Андре: Вільний принц» - Сімоне Спада — «Готель „Гагарін“» - Фабіо та Даміано Д'Інноченцо — «Хлопці плачуть» - Валеріо Мастандреа — «Поїздка» | ★ Уго Читі, Массімо Гаудіозо, Маттео Ґарроне — «Догмен» - Франческа Марчіано, Валія Сантелла, Валерія Голіно — «Ейфорія» - Фабіо та Даміано Д'Інноченцо — «Хлопці плачуть» - Аліче Рорвахер — «Щасливий Ладзаро» - Алессіо Кремоніні, Ліза Нур Султан — «У моїй шкірі» |
| Найкращий адаптований сценарій | Найкращий продюсер |
| ★ Лука Гуаданьїно, Вальтер Фасано, Джеймс Айворі — «Назви мене своїм ім'ям» - Стівен Амідон, Франческа Аркібуджі, Паоло Вірдзі, Франческо Пікколо — «Елла та Джон — Шукачі дозвілля» - Стефано Мордіні, Массіміліано Катоні — «Невидимий свідок» - Zerocalcare, Оскар Ґліоті, Валеріо Мастандреа, Джонні Паломба — «Пророцтво панцерника» - Лука Мінієро, Нікола Гуальяноне — «Я повернувся» | ★ «Cinemaundici», «Lucky Red» — «У моїй шкірі» - Говард Розенман, Пітер Спірс, Лука Гуаданьїно, Емілі Жорж, Родріго Тейшейра, Марко Морабіто, Джеймс Айворі — «Назви мене своїм ім'ям» - «Archimede», «Rai Cinema», «Le Pacte» — «Догмен» - Агостіно Сакка, Марія Грація Сакка та Джузеппе Сакка з «Pepito Produzioni», та «Rai Cinema» — «Хлопці плачуть» - Карло Кресто-Діна з «Tempesta» та «Rai Cinema» у копродукції з «Amka Films Productions», «Ad Vitam Production», «KNM», «Pola Pandora» — «Щасливий Ладзаро» |
| Найкращий актор | Найкраща акторка |
| ★ Алессандро Боргі — «У моїй шкірі» - Марчелло Фонте — «Догмен» - Ріккардо Скамарчо — «Ейфорія» - Лука Марінеллі — «Фабріціо Де Андре: Вільний принц» - Тоні Сервілло — «Сільвіо та інші» | ★ Елена Софія Річчі — «Сільвіо та інші» - Маріанна Фонтана — «Капрі-революція» - Піна Турко — «Недолік надії» - Альба Рорвахер — «Занадто багато благодаті» - Анна Фоглієтта — «Раптом одного прекрасного дня» |
| Найкращий актор другого плану | Найкраща акторка другого плану |
| ★ Едоардо Пеше — «Догмен» - Массісо Ґіні — «Кращого за дім місця немає» - Валеріо Мастандреа — «Ейфорія» - Енніо Фантастікіні — «Фабріціо Де Андре: Вільний принц» - Фабріціо Бентівольйо — «Сільвіо та інші» | ★ Марина Конфалоне — «Недолік надії» - Донателла Фінок'яро — «Капрі-революція» - Ніколетта Браскі — «Щасливий Ладзаро» - Кася Смутняк — «Сільвіо та інші» - Жасмін Трінка — «У моїй шкірі» |
| Найкращий оператор | Найкраща музика до фільму |
| ★ Ніколай Брюель — «Догмен» - Мікеле Д'Аттанасіо — «Капрі-революція» - Сейомбху Мукдіпром — «Назви мене своїм ім'ям» - Паоло Карнера — «Хлопці плачуть» - Елен Лувар — «Щасливий Ладзаро» | ★ Apparat та Філіпп Тімм — «Капрі-революція» - Нікола Пйовані — «Кращого за дім місця немає» - Нікола Тескарі — «Ейфорія» - Леле Маркітеллі — «Сільвіо та інші» - Mokadelic — «У моїй шкірі» |
| Найкраща оригінальна пісня | Найкраще художнє оформлення |
| ★ Mystery of Love (музика та слова Суф'яна Стівенса, виконавець Суф'ян Стівенс) — «Назви мене своїм ім'ям» - L'invenzione di un poeta (музика Нікола Пйовані, слова Аіші Керамі, Ніколи Пйовані, виконавець Tosca) — «Кращого за дім місця немає» - Araceae (музика Apparat та Філіпп Тімм, слова Симома Брамбеля, виконавець Apparat) — «Капрі-революція» - 'A speranza (музика та слова Енцо Авітабіле, виконавець Енцо Авітабіле) — «Недолік надії» - 'Na gelosia (музика Леле Маркітеллі, слова Пеппе Сервілло, виконавець Тоні Сервілло) — «Сільвіо та інші» | ★ Димитрій Капуані — «Догмен» - Джанкарло Муселлі — «Капрі-революція» - Самуель Десор — «Назви мене своїм ім'ям» - Еміта Фригато — «Щасливий Ладзаро» - Стефанія Челла — «Сільвіо та інші» |
| Найкращий дизайн костюмів | Найкращий грим |
| ★ Урсула Пацак — «Капрі-революція» - Джулія П'єрсанті — «Назви мене своїм ім'ям» - Массіні Кантіні Парріні — «Догмен» - Лоредана Бушемі — «Щасливий Ладзаро» - Карло Поджолі — «Сільвіо та інші» | ★ Діана Коллі, Лоренцо Тамбуріні — «Догмен» - Алессандро Д'Анна — «Капрі-революція» - Фернанда Перес — «Назви мене своїм ім'ям» - Мауриціо Сільві — «Сільвіо та інші» - Роберто Пасторе — «У моїй шкірі» |
| Найкращі зачіски | Найкращий монтаж |
| ★ Альдо Сіґноретті — «Сільвіо та інші» - Гаетано Паніко — «Капрі-революція» - Маноло Гарсія — «Назви мене своїм ім'ям» - Даніела Тартарі — «Догмен» - Массімо Ґаттабрусі — «Мушкетери короля: Передостання місія» | ★ Марко Сполетіні — «Догмен» - Наталі Кристіані, Якопо Куадрі — «Капрі-революція» - Волтер Фазано — «Назви мене своїм ім'ям» - Джорджио Франкіні — «Ейфорія» - К'яра Вулло — «У моїй шкірі» |
| Найкращий звук | Найкращі візуальні ефекти |
| ★ «Догмен» - «Капрі-революція» - «Назви мене своїм ім'ям» - «Щасливий Ладзаро» - «Сільвіо та інші» | ★ Віктор Перес — «Невидимий хлопчик: Друге покоління» - Сара Паезані, Родольфо Мільярі — «Капрі-революція» - Родольфо Мільярі — «Догмен» - Родольфо Мільярі, Моніка Галантуччі — «Бефана приходить вночі» - Симоне Коко, Джеймс Вудс — «Сільвіо та інші» - Джузеппе Сквіллачі — «Мікеланджело: Нескінченність» |
| Найкращий документальний фільм | Найкращий короткометражний фільм |
| ★ «Сантьяго, Італія», реж. Нанні Моретті - «До побачення Сайгон», реж. Вілма Лабате - «Нескорочений Фрідкін», реж. Франческо Зіппель - «Живе мистецтво Джуліана Шнабеля», реж. Паппі Корсікато - «Дорога Самуні», реж. Стефано Савона | ★ «Межа», реж. Алессандро Ді Грегоріо - «Наш концерт», реж. Франческо Пірас - «У ведмедя», реж. Ліліан Сассанеллі - «Чарівні Альпи», реж. Андреа Бруса та Марко Скотуцці - «Юсеф», реж. Мохамед Госсамелдін |
| Найкращий іноземний фільм | |
| ★ «Рома», реж. Альфонсо Куарон ( Мексика) - «Богемна рапсодія», реж. Браян Сінгер ( США/ Велика Британія) - «Холодна війна», реж. Павел Павліковський ( Польща) - «Примарна нитка», реж. Пол Томас Андерсон ( США) - «Три білборди за межами Еббінга, Міссурі», реж. Мартін Макдона ( Велика Британія/ США) | |
| Глядацький Давид | |
| ★ «Кращого за дім місця немає», реж. Габріеле Муччіно | |
| Спеціальний Давид | |
| - Тім Бертон — за кар'єру - Даріо Ардженто - Франческа Ло Ск'яво - Ума Турман | |